# Caucus de l'Iowa

Drapeau de l'Iowa.

Le caucus de l'Iowa (en anglais : Iowa Caucus) est un événement électoral pendant lequel les habitants de l'État américain de l'Iowa élisent, au sein du parti politique qu'ils soutiennent, leurs délégués de circonscription pour la convention de comté. Chacune des conventions des 99 comtés que compte l'Iowa sélectionne ensuite des délégués pour les conventions des districts congressionnels et de l'État, lesquels choisissent finalement les délégués pour la convention nationale.
Le caucus de l'Iowa est l'objet d'une forte couverture médiatique tous les quatre ans, en prévision de l'élection présidentielle américaine qui se tient dans l’année. En effet, depuis 1972, l'Iowa est l'État qui inaugure — pour les deux partis principaux — le long processus pour la désignation des candidats à l'élection du président américain. Il sert d'indicateur précoce pour savoir quel candidat peut espérer gagner l'investiture de son parti politique à la convention nationale de celui-ci et ce malgré le poids relatif faible (1 % des délégués nationaux) de cet État rural de trois millions d'habitants.
Le caucus de 2024 a eu lieu le 15 janvier 2024. L'Iowa est un des douze États américains à désigner ses délégués par caucus et non par un vote traditionnel pour les élections primaires.

## Histoire
Aux États-Unis, le caucus de l'Iowa est généralement reconnu comme la première étape du processus d'investiture à l'élection présidentielle pour le Parti démocrate et le Parti républicain. Il attira l'attention pour la première fois en 1972 lorsque le New York Times publia une série d'articles sur la façon dont les États qui n'utilisent pas de primaires envoient leurs délégués aux conventions nationales. Norma S. Matthews, coprésidente démocrate[Quoi ?] pour la campagne de George McGovern dans cet État, aida à mettre en place un démarrage précoce en janvier dans l'Iowa. McGovern finit deuxième, derrière Edmund Muskie, mais prit suffisamment d'ascendant pour finalement gagner l'investiture. Quatre ans plus tard, le parti républicain de l'Iowa organisa ses caucus le même jour que les démocrates.
En 1976, la majorité des suffrages ne se portèrent sur  aucun candidat ; Jimmy Carter se trouvait, quant à lui, loin derrière ce vote abstentionniste, se situant néanmoins  devant les autres candidats déclarés.  Grâce à cette élection sans véritable numéro un, Carter sut mettre en avant cette « victoire » pour remporter  la primaire du New Hampshire et, finalement, l'investiture de son parti et la présidentielle. Depuis cette date, les prétendants à la présidentielle prêtent une plus grande attention au caucus de l'Iowa.
En 1980, les républicains inaugurèrent la tradition de tenir en plus un vote factice[Quoi ?] lors de leurs caucus, donnant ainsi l'apparence d'une élection primaire. George H. W. Bush fit une grosse campagne dans l'Iowa et y battit Ronald Reagan, mais il ne remportant pas au bout du compte l'investiture, devenant néanmoins le candidat à la vice-présidence. 
Bien que l'apport financier à la campagne de l'Iowa fut accru, la valeur politique de ses caucus a eu des hauts et des bas au cours du temps. En 1988, par exemple, les candidats qui gagnèrent l'investiture des deux partis terminèrent troisième dans l'Iowa. Lorsque le président ou le vice-président sortants ne se présentèrent pas, le vainqueur de l'Iowa ne gagna l'investiture que dans la moitié des cas.
Certains candidats ont fait l'impasse sur l'Iowa. Lorsque le sénateur de l'Iowa Tom Harkin concourut à l'investiture démocrate, aucun autre candidat ne choisit de participer dans cet État, ce qui minimisa son importance dans le processus global. Lorsque George H. W. Bush, alors président, se présenta, il n'avait aucun adversaire du côté républicain.
Si les démocrates ont tenté de préserver la préséance chronologique  de l'Iowa et du New Hampshire dans leur calendrier, les républicains n'ont pas choisi de le faire. En général, les caucus républicains de l'Alaska et d'Hawaï se tiennent avant celui de l'Iowa ; c'est pourquoi  les victoires à Hawaï de Pat Robertson en 1988 et de Pat Buchanan en Louisiane en 1996 eurent une influence significative sur les résultats de l'Iowa[réf. nécessaire].
Les caucus restent suivis de près par les médias et peuvent être un facteur important pour déterminer qui reste dans la course et qui abandonne. Cependant, si l'on fait exception des candidats sortants, le seul candidat à gagner à la fois, le caucus de son parti et l'élection présidentielle fut George W. Bush en 2000. Ni Reagan, ni Clinton ne l'ont gagné lors de leur première élection présidentielle. Aucun président sortant n'a eu d'opposition dans son propre parti depuis Jimmy Carter en 1980.
Dans les mois précédant le caucus de 2004, les prédictions indiquaient Richard Gephardt et Howard Dean au coude-à-coude pour la première place et John Kerry et John Edwards loin derrière. À la suite d'une campagne de publicité négative où les deux candidats en-tête se dénigraient mutuellement, les électeurs se détournèrent d'eux et, après que Kerry ait décidé à la dernière minute de placer tout son budget restant dans l'Iowa, celui-ci gagna le caucus. Les espoirs présidentiels de Gephardt furent balayés et ceux de Dean fortement affaiblis, et Kerry devint le deuxième candidat non-sortant à gagner à la fois l'Iowa et le New Hampshire depuis Edmund Muskie en 1972.
Le caucus de l'Iowa pour la primaire démocrate de 2020 se passe assez mal, un problème technique dans la communication électronique impose un long recompte manuel, les résultats sont annonces plusieurs semaines après le vote et furent contestés. Ce qui fut décrit comme un fiasco pour les organisateurs et le parti. Des analystes, éditorialistes et politiques prédisent, voir souhaitent, la fin du caucus sous cette forme,,,.

## Processus
Le processus électoral du caucus de l'Iowa diffère fortement de celui des élections primaires de la plupart des autres États. On devrait plutôt parler dans ce cas d'une « réunion de voisins » : c'est-à-dire que  plutôt que d'aller dans des bureaux de vote et de déposer un bulletin dans une urne ou d'utiliser une machine, les habitants de l'Iowa se rassemblent à un endroit déterminé dans chacune des 1 784 circonscriptions. Typiquement, ces assemblées se tiennent dans des écoles, des églises ou des bibliothèques publiques et ont lieu tous les deux ans, même si la plus grande couverture médiatique se porte sur ceux qui précèdent les élections présidentielles, tous les quatre ans.
À la différence des élections primaires, le caucus de l'Iowa ne désigne pas directement des délégués nationaux pour chacun des candidats. À la place, les participants élisent des délégués aux conventions des comtés, lesquels élisent des délégués pour les conventions des districts et de l'État, ceux-ci sélectionnant les délégués nationaux.
Les partis démocrate et républicain organisent leurs propres caucus avec des règles propres qui peuvent évoluer au cours du temps. Les participants à un caucus d'un parti doivent être inscrits à celui-ci ; ils peuvent changer cette inscription à l'endroit du caucus[pas clair]. De plus, les personnes âgées de 17 ans peuvent y participer, à condition  qu'ils aient 18 ans revolus à la date de l'élection présidentielle. Les observateurs sont les bienvenus, tant qu'ils ne participent ni aux débats, ni au processus de vote.

### Parti républicain
Pour les républicains, le caucus de l'Iowa suit l’Ames Straw Poll (Iowa Straw Poll (en), une élection factice simulant une primaire) qui se déroule en août l'année précédente.
Lors de ce « sondage », chaque votant vote à  bulletin secret. Pour cela, les votants reçoivent des feuilles blanches, sans aucun nom. Après avoir écouté les programmes de chaque candidat, ils écrivent leur choix, puis le parti républicain de l'Iowa rassemble les résultats de chaque circonscription pour les transmettre aux médias. Ces résultats ne sont pas contraignants :  les délégués de chaque circonscription élisent ceux de chaque comté et ainsi de suite jusqu'à la convention nationale, ce sont les délégués de cette convention nationale qui sélectionnent ceux de l'État[pas clair]. Les délégués républicains  de l'Iowa sont donc désignés  au bout du compte plutôt lors de la convention républicaine de l'État que lors des caucus.

### Parti démocrate
Le procédé utilisé par les démocrates est plus complexe que celui employé par les républicains. Chaque circonscription divise le nombre de ses délégués en proportion des votes des participants au caucus.
Les participants indiquent leur soutien à un candidat particulier en se tenant dans une zone spécifique sur le lieu du caucus (formant un « groupe de préférence »). Une zone peut également être attribuée aux participants indécis. Puis, pendant environ trente minutes, les participants tentent de convaincre leurs voisins de soutenir leur candidat. Chaque groupe de préférence peut élire des représentants de façon informelle afin de recruter des supporters dans d'autres groupes, particulièrement les indécis. Ceux-ci peuvent visiter chaque groupe de préférence et demander à ses membres des précisions sur leur candidat.
Après ces trente minutes, le processus électoral est arrêté et on compte les supporters de chaque candidat. À ce niveau, les officiels du caucus déterminent quels candidats sont « viables ». Suivant le nombre de délégués de chaque comté, un « seuil de viabilité » existe, entre 15 % et 25 % des participants. Pour qu'un candidat reçoive des délégués d'une circonscription, il ou elle doit obtenir le soutien d'au moins autant de participants que requis par ce seuil. Lorsque la viabilité est déterminée, les participants ont encore trente minutes pour se « réaligner » : les supporters d'un candidat non viable peuvent trouver un candidat viable à soutenir, se joindre aux supporters d'un autre candidat non viable pour assurer la délégation d'un des deux, ou s'abstenir. Ce réalignement, spécifique au caucus, donne de l'importance au fait d'être un candidat de second choix, ce qui n'est pas possible lors d'une primaire.
Lorsque l'élection est terminée, un comptage des participants est effectué et chaque circonscription détermine ses délégués en proportion. Ces chiffres sont rapportés au parti démocrate de l'Iowa, lequel totalise les délégués de chaque candidat et transmet les résultats aux médias. La plupart des participants rentrent chez eux, ceux qui restent s'occupent de conclure le caucus : chaque groupe de préférence élit ses délégués et les groupes se réunissent à nouveau pour élire les officiels locaux du parti et discuter de la plate-forme.
Les délégués choisis par les circonscriptions se réunissent à un caucus ultérieur, la convention de comté, afin de choisir les délégués pour la convention de district et la convention de l'État. La plupart des délégués de la convention nationale démocrate sont sélectionnés à la convention de district, ceux qui restent l'étant à la convention de l'État. Les délégués de chaque niveau sont initialement tenus de soutenir le candidat pour lequel ils ont été choisis, mais peuvent ensuite modifier leur choix, suivant un procédé similaire à ce qui se passe au niveau des circonscriptions ; cependant, les déplacements de soutien importants sont rares et les médias déclarent vainqueur le candidat avec le plus de délégués la nuit du premier caucus. Les caucus suivants reçoivent peu d'attention.

#### 2004
En 2004, les réunions s'étalèrent d'environ 18 h 30 à 20 h, le 19 janvier 2004, avec 124 000 participants. La convention de comté eu lieu le 13 mars, la convention de district le 24 avril et la convention d'État le 26 juin. Les délégués pouvaient modifier leurs votes suivant les développements de la course à l'investiture, et le firent d'ailleurs. Par exemple, en 2004, les délégués assignés à Dick Gephardt, qui quitta le processus après les caucus de circonscription, choisirent un autre candidat.
Au bout du compte, sur un total de 4 366, l'Iowa envoya 56 délégués nationaux à la convention nationale démocrate. Sur les 45 délégués choisis par le système de caucus, vingt-neuf le furent au niveau du district. Dix étaient des délégués itinérants et six des chefs de parti et des officiels élus (party leader and elected official, ou PLEO) ; ces seize là furent choisis au niveau de l'État. Parmi les onze autres délégués, huit furent nommés par les membres du comité national démocrate local : deux étaient des délégués PLEO et un fut élu à la convention démocrate de l'Iowa. Les quarante-cinq délégués choisis par les caucus étaient engagés pour un candidat précis ; l'autre groupe de onze n'avait pas cette obligation.

## Résultats
Les candidats en gras ont finalement gagné l'investiture de leur parti. Les candidats suivis d'un astérisque (*) ont finalement gagné l'élection présidentielle. Le nombre de délégués obtenus est indiqué entre parenthèses.

### Démocrates
| Date             | Premier                      | Deuxième                    | Troisième                | Autres                                                                                |
| ---------------- | ---------------------------- | --------------------------- | ------------------------ | ------------------------------------------------------------------------------------- |
| 24 janvier 1972  | « Sans engagement », 36 %    | Edmund Muskie, 36 %         | George McGovern, 23 %    | Hubert Humphrey, 2 % Eugene McCarthy, 1 % Shirley Chisholm, 1 % Henry M. Jackson, 1 % |
| 19 janvier 1976  | « Sans engagement », 37 %    | Jimmy Carter*, 28 %         | Birch Bayh, 13 %         | Fred R. Harris (en), 10 % Mo Udall, 6 % Sargent Shriver, 3 % Henry M. Jackson, 1 %    |
| 21 janvier 1980  | Jimmy Carter, 59 %           | Edward Moore Kennedy, 31 %  |                          |                                                                                       |
| 20 février 1984  | Walter Mondale, 49 %         | Gary Hart, 17 %             | George McGovern, 10 %    | Alan Cranston, 7 % John Glenn, 4 % Reubin Askew, 3 % Jesse Jackson, 2 %               |
| 8 février 1988   | Richard Gephardt, 31 %       | Paul Simon, 27 %            | Michael Dukakis, 22 %    | Bruce Babbitt, 6 %                                                                    |
| 10 février 1992  | Tom Harkin, 76 %             | « Sans engagement », 12 %   | Paul Tsongas, 4 %        | Bill Clinton*, 3 % Bob Kerrey, 2 % Jerry Brown, 2 %                                   |
| 12 février 1996  | Bill Clinton*                | Seul candidat               | Seul candidat            | Seul candidat                                                                         |
| 24 janvier 2000  | Al Gore, 63 %                | Bill Bradley, 37 %          |                          |                                                                                       |
| 19 janvier 2004  | John Kerry, 38 %             | John Edwards, 32 %          | Howard Dean, 18 %        | Richard Gephardt, 11 % Dennis Kucinich, 1 %                                           |
| 3 janvier 2008   | Barack Obama *, 37,6 %       | John Edwards, 29,8 %        | Hillary Clinton, 29,5 %  | Bill Richardson, 2,1 % Joe Biden, 0,9 %                                               |
| 3 janvier 2012   | Barack Obama *, 98 %         | « Sans engagement », 2 %    |                          |                                                                                       |
| 1er février 2016 | Hillary Clinton, 49,9 % (23) | Bernie Sanders, 49,6 % (21) | Martin O'Malley, 0,6 %   |                                                                                       |
| 3 février 2020   | Bernie Sanders, 26,5 %       | Pete Buttigieg, 25,1 %      | Elizabeth Warren, 20,3 % | Joe Biden *, 13,7 % Amy Klobuchar, 12,2 % Andrew Yang, 1,0 %                          |

### Républicains
| Date             | Premier                    | Deuxième                  | Troisième                | Autres |
| ---------------- | -------------------------- | ------------------------- | ------------------------ | --- |
| 19 janvier 1976  | Gerald Ford, 45 %          | Ronald Reagan, 43 %       |                          | |
| 21 janvier 1980  | George H. W. Bush, 32 %    | Ronald Reagan*, 30 %      | Howard Baker, 15 %       | John Bowden Connally, 9 % Phil Crane, 7 % John B. Anderson, 4 % Bob Dole, 2 % |
| 20 février 1984  | Ronald Reagan*             | Seul candidat             | Seul candidat            | Seul candidat |
| 8 février 1988   | Bob Dole, 37 %             | Pat Robertson, 25 %       | George H. W. Bush*, 19 % | Jack Kemp, 11 % Pete Du Pont (en) 7 % |
| 10 février 1992  | George H. W. Bush          | Seul candidat             | Seul candidat            | Seul candidat |
| 12 février 1996  | Bob Dole, 25 %             | Pat Buchanan, 23 %        | Lamar Alexander, 18 %    | Steve Forbes, 10 % Phil Gramm, 9 % Alan Keyes, 7 % Richard Lugar, 4 % Morry Taylor, 1 % |
| 24 janvier 2000  | George W. Bush*, 41 %      | Steve Forbes, 30 %        | Alan Keyes, 14 %         | Gary Bauer (en), 9 % John McCain, 5 % Orrin Hatch, 1 % |
| 19 janvier 2004  | George W. Bush*            | Seul candidat             | Seul candidat            | Seul candidat |
| 3 janvier 2008   | Mike Huckabee, 34 %        | Mitt Romney, 25 %         | Fred Thompson, 13 %      | John McCain, 13 % Ron Paul, 10 % Rudy Giuliani, 4 % Duncan Hunter, 1 % |
| 3 janvier 2012   | Rick Santorum, 25 %        | Mitt Romney, 25 %         | Ron Paul, 21 %           | Newt Gingrich, 13 % Rick Perry, 10 % Michele Bachmann, 10 % Jon Huntsman, Jr., 1 % |
| 1er février 2016 | Ted Cruz, 27,7 % (8)       | Donald Trump*, 24,3 % (7) | Marco Rubio, 23,1 % (7)  | Ben Carson, 9,3 % (3) Rand Paul, 4,5 % (1) Jeb Bush, 2,8 % (1) Carly Fiorina, 1,9 % John Kasich, 1,9 % Mike Huckabee, 1,8 % Chris Christie, 1,8 % Rick Santorum, 1 % James S. Gilmore III, 0 % |
| 3 février 2020   | Donald Trump, 97,1 % (39)  | William Weld, 1,3 % (1)   | Joe Walsh, 1,1 % (0)     | |
| 15 janvier 2024  | Donald Trump, 51,01 % (20) | Ron DeSantis, 21,23 % (9) | Nikki Haley, 19,12 % (8) | Vivek Ramaswamy, 7,66 % (3) |